# Cathédrale de Grosseto
La cathédrale de Grosseto est une église catholique romaine de Grosseto, en Italie. Il s'agit de la cathédrale du diocèse de Grosseto.